# Sunna
Sunna eller Sunnah (sunnah, سنة, flertal سنن sunan) (dansk: sædvane) er en nedskrevet samling af leveregler, der anses som, at være overleveret fra Muhammed. Sunna er nedfældet ca. 200 år efter Muhammeds død. Sunna findes i både sunni- og shia-islam.
I Sunna fortælles alt, hvad Muhammed har sagt, accepteret og gjort, idet den består af Muhammedbiografier (sira) og hadith. I Sunna er hadith ordnet efter temaer, og giver uddybninger af ting i Koranen. På grund af dette bruges Sunna sammen med Koranen til at afgøre, hvad der er halal og haram inden for de forskellige retsskoler.

## Historie
Op igennem historien har der altid været nogen, der har villet adskille Koranen og Sunnah’en. Islams grundlægger Muhammed har selv fortalt om dem, der ville gøre det.[kilde mangler] Hans udsagn herom kaldes hadîth. Koranen anses som at være Allahs ord, som blev åbenbaret til Muhammed og blev nedskrevet i takt med, at Muhammed modtog åbenbaringerne. Først efter Muhammeds død blev udsagnene indsamlet. Det gav anledning til "Hadîth-videnskaben" (Ilm al-Hadîth). Dette er et forsøg på at skelne mellem stærke og svage Hadîth med flere forskellige grader i klassifikation.
"
Ifølge Islam har Allah sendt Profeten med to centrale opgaver: At videregive Koranen til menneskene og at forklare Koranens betydning Ud fra dette kan man forstå, at Sunnah’en, som er forklarende, er blevet bevaret ligesom Koranen, fordi et bevis kun har værdi sammen med sin forklaring. Den muslimske teolog Imam Shâfi’î har formuleret forskellen Koranen og Sunnah’en som sådan: ”Koranen er samlet i én bog, medens Sunnah’en er opdelt - og det, der er opdelt, er her på jorden sammen med Bogen (Koranen).”[kilde mangler] Det er de lærdes viden om Sunnah’en, der udgør forskellen imellem dem og ikke-lærde.

## Etymologi
”Sunnah” er et arabisk ord, som etymologisk betyder: metode, vej, eksempel eller model. Iflg. Sharî’a betyder Sunnah’en alt det, som Profeten har sagt, gjort eller stiltiende accepteret. Tale-Sunnah er f.eks.: Om havet: (dets vand er Tahour, dette døde er Halal) Handlings-Sunnah er f.eks.: Hvordan Profeten forrettede de fem daglige bønner, hvordan Profeten foretog pilgrimsfærd (al Hadj) eller hvordan Profeten accepterede et vidne i stedet for to, hvis den, der fremsatte en påstand kunne sværge på den. Accept-Sunnah er f.eks.: Det, som Profetens sahaba (følgere) gjorde, og som han stiltiende accepterede – enten ved ikke at udtale sig, ved ikke klart at tage afstand, eller ved at vise sin accept i form af glæde. Dette kan fx ses i fortællingen om tayammum, som er en form for rituel renselse uden vand.

## Brug af Sunna i lovgivning
Der er blandt muslimerne konsensus om, at sunnah'en er en kilde til lovgivning, så længe den er stærk med hensyn til den kæde af personer, der har overleveret et givent udsagn (isnâd). Det betyder, at de regler, som Sunnah’en indeholder, sammen med Koranens regler er den lov, som enhver muslim ved godt helbred, ved sin fornufts fulde brug og som er fri (dvs. ikke slave), skal respektere fra pubertetsalderen. Ingen af de lærde muslimer mener, at Sunnah’en lovgiver uden om Koranen, men én af Profetens profetier er, at der kommer engang, hvor nogle folk vil kalde sig Koranens folk, og som ikke vil anerkende Sunnah’en.[kilde mangler]
Islamiske lærde mener, at Sunnah’ens forklaringer af Koranen indeholder flere sider:[kilde mangler] Den bekræfter Koranens tekst og den specificerer det, der er generelt, hvilket udgør den største del af Sunnah’en. I Koranen er der generelle love (regler), som specificeres i Sunnah’en. Koranen foreskriver bøn, medens Sunnah’en specificerer tidspunkter, antal rakaa (bøjninger), form og alt det, der gør bønnen formelt acceptabel. Det vil sige, at Sunnah forklarer det, der kan misforstås: Den er en slags eksegese.

### Kan Sunnah’en annullere Koranen?
Et eksempel kan belyse dette: Koranen fastlægger, hvilke kvinder en mand ikke må gifte sig med. Disse vers nævner femten tilfælde, hvorefter det nævnes, at udover disse er resten tilladt. Iflg. Sunnah’en har Profeten sagt: ”Det er ikke tilladt at være samtidig gift med en kvinde og hendes moster eller faster.” (Bukhâri & Muslim), og Ibn Hibban har tilføjet: ”Hvis I gør dette, har I brudt slægtsbåndet.” Dette tilfælde er ikke nævnt i Koranen. Har Sunnah’en annulleret Koranens ubegrænsede tilladelse med disse nye forbud? Realiteten er, at hvis der ikke var disse hadîth, der forbyder at gifte sig med en kvinde og hendes faster eller moster samtidig, ville reglen være, at man gerne må samle dem, medens Koran verset udelukkende forbyder at, man kan være gift med to søstre samtidig. De lærde siger, at man ikke må være gift med en kvinde og hendes moster eller faster samtidig. Ved nærmere eftertanke kan man sige, at der blot var en sproglig uenighed mellem dem, der har sagt, at Sunnah’en kan annullere Koranen og dem, der har sagt det modsatte. Dette kan generaliseres til alle hadîth og Koranen.

### Uenigheder
De, som i nogle perioder ville skelne mellem Koranen og Sunnah’en eller ville give mere plads til fornuften i lovgivningen, havde forskellige grunde dertil: I den periode, hvor udsagnene blev samlet, var det svært at skelne mellem stærke og svage hadîth. Derfor ville nogle bruge fornuften som en slags målestok. Dette blev forkastet af de lærde muslimer.[kilde mangler] Igennem kontakten med græsk filosofi, var der andre, der tog vestlige principper som arbejdsredskab. Det mentes ikke at kunne lade sig gøre, da islamiske kilder selv har fastlagt lovgivningsprincipper, som allerede var blevet nedskrevet under den tidligere kalif Umar ibn Abd al-Aziz. De samme principper er stadigvæk gældende i de forskellige retsvidenskabelige indsatser i den islamiske verden.

## Brug af Sunna i dagligdagen
En stor del af Sunnah’en handler om Muhammeds daglige færden, og om skik og brug. Det domæne er frivilligt, og individet må gerne rette sig efter de forskellige situationer, som det befinder sig i – med respekt for overordnede principper. For at en handling får status af ’ibada (tilbedelse), må den skifte zone fra skik til efterligning af Muhammed – medmindre omstændighederne ikke giver mulighed for efterligning.